# Temixco
Temixco es una localidad del estado mexicano de Morelos. Es la cabecera del municipio de Temixco.

## Toponimia
El nombre «Temixco» proviene de los términos en náhuatl: tetl, piedra; miztli, gato; co, locativo. Su significado es «En el gato de piedra» y hace referencia a una antigua talladura de un leopardo en una cueva.

## Demografía
| Gráfica de evolución demográfica |
|                                  |

| Censo | Población |
| ----- | --------- |
| 1940  | 1 437     |
| 1950  | 2 171     |
| 1960  | 4 025     |
| 1970  | 8 979     |
| 1980  | 10 754    |
| 1990  | 65 058    |
| 2000  | 85 914    |
| 2010  | 97 788    |
| 2020  | 104 461   |